# Ferrovia Monserrato-San Paolo
La ferrovia Monserrato-San Paolo è un'infrastruttura la cui realizzazione, iniziata nel 1970, non ha mai visto il completamento. Ideata per ricostruire il collegamento fra le due reti ferroviarie presenti a Cagliari e costruita par la sua quasi totalità, l'opera non è stata ufficialmente abbandonata; una parte della stessa è stata utilizzata nell'ambito del prolungamento del servizio tranviario cittadino.

## Storia
Alla fine degli anni sessanta il clima non favorevole alla presenza di binari su sede stradale, che avrebbe poi portato alla completa dismissione della rete tranviaria di Cagliari, indusse il Comune a studiare un progetto di riconversione dell'area di viale Bonaria su cui insisteva la stazione terminale delle Ferrovie Complementari della Sardegna.
Finanziato nel 1964, nel dicembre 1968 fu dunque attuato l'arretramento dei treni al capolinea allora definito come "provvisorio" di piazza Repubblica, contestualmente a un più ampio intervento di realizzazione di una stazione con annesse nuove officine aziendali a Monserrato. Contestualmente iniziarono i lavori di costruzione della nuova tratta Monserrato-San Paolo, che nelle intenzioni dei progettisti avrebbe ricucito il cessato collegamento con la rete delle allora Ferrovie dello Stato.
I lavori si protrassero a rilento per la cronica mancanza di finanziamenti, per i quali venne fatta domanda nel 1992 per l'accesso ai fondi ex lege 211; lo stanziamento della somma destinata a completare il raccordo Monserrato-San Paolo fu deliberato dal CIPE il 22 dicembre 1995; l'opera, tuttavia, non venne portata a compimento.

### Il progetto di riconversione

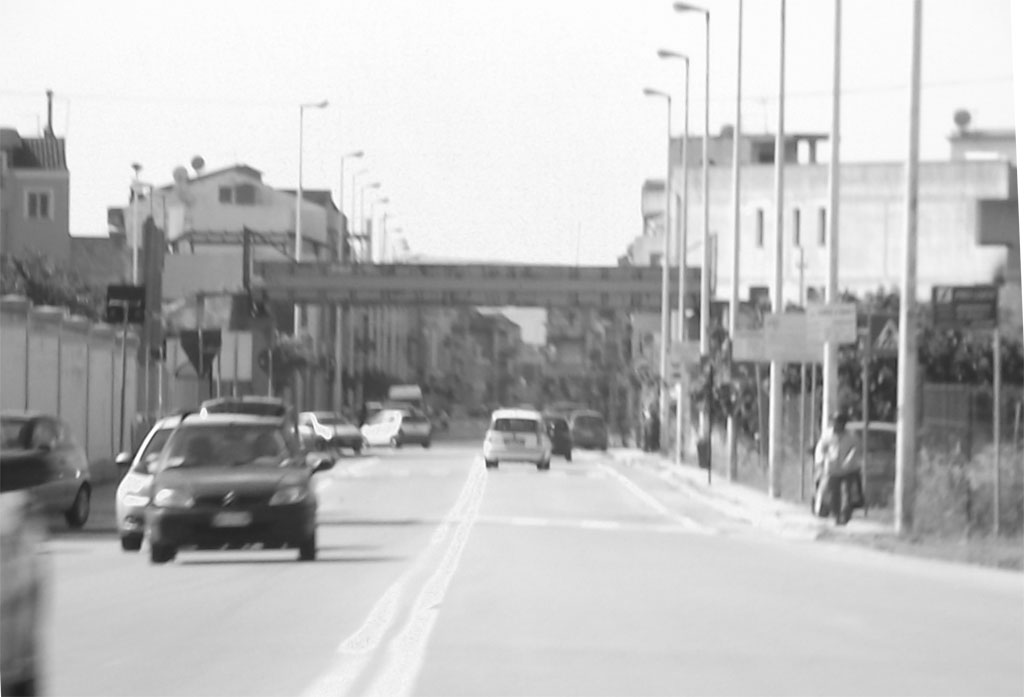
Travata metallica del ponte della linea che scavalcava la via Giulio Cesare a Monserrato. Il manufatto fu in seguito rimosso per la realizzazione del viadotto della linea metrotranviaria verso il Policlinico Universitario

Il progetto originario era stato nel frattempo riformulato: il tracciato Monserrato-San Paolo avrebbe visto un'estensione e la modifica verso un "sistema metropolitano esteso", che sfruttando in parte le sedi esistenti, avrebbe impegnato anche alcune arterie cittadine assumendo caratteristiche prettamente tranviarie.
Nel mese di ottobre 1996 la Regione Sardegna, la Provincia di Cagliari, i Comuni di Cagliari, Elmas, Monserrato, Selargius, le Ferrovie della Sardegna (FdS) e le FS sottoscrissero un accordo di programma che avrebbe visto le FdS come soggetto esecutore e che si poneva fra gli obiettivi la realizzazione del cosiddetto "anello ovest", due tratte del quale sfruttavano l'opera già realizzata:
- Monserrato-Policlinico, a servizio della zona ospedaliera e universitaria
- Policlinico-Su Planu-Fangario FS, comprendente un ipotizzato collegamento con la ferrovia

Fermate erano previste a Monserrato Gottardo (interscambio con la linea tranviaria), Cittadella Universitaria e Policlinico, da realizzarsi con un tratto in variante rispetto al tracciato originario, Is Corrias, Su Planu (ov'era prevista una diramazione diretta verso il centro di Cagliari), Motorizzazione Civile e capolinea nei pressi di via Fangario con una fermata ferroviaria da realizzarsi.
La gara di appalto per il prolungamento della tranvia verso la cittadella universitaria, in accordo con la variante ipotizzata nel 1996, fu espletata nel 2009; i relativi lavori si protrassero per alcuni anni e la tratta venne aperta nel febbraio 2015.

## Caratteristiche
|  |  |  |  | Continuation backward |

|  |  | Unknown route-map component "STR+l" | Transverse track | Unknown route-map component "ABZgr" |

|  |  | Unknown route-map component "KSTRe" + Unknown route-map component "uKSTRa" + Unknown route-map component "lDST" |  | Unknown route-map component "KSTRe" + Unknown route-map component "uKSTRa" + Unknown route-map component "lBHF" |

| Unknown route-map component "uSTR+l" | Unknown route-map component "uemABZq+l" | Unknown route-map component "uABZql" | Unknown route-map component "uBHFq" | Unknown route-map component "uABZgr+r" |

| Unknown route-map component "uKSTRe" + Unknown route-map component "extKSTRa" + Unknown route-map component "ulBHF" | Unknown route-map component "extSTR" |  |  | Urban straight track |

| Unknown route-map component "extSTRl" | Unknown route-map component "extABZg+r" |  |  | Unknown route-map component "uCONTf" |

|  | Unknown route-map component "extHST" |

|  | Unknown route-map component "extBHF" |

|  | Unknown route-map component "extHST" |

| Unknown route-map component "CONTgq" | Unknown route-map component "eABZql" | Unknown route-map component "eBHFq" | Unknown route-map component "CONTfq" |  |

Realizzato pressoché interamente, il sedime era destinato ad ospitare un binario ferroviario a scartamento 950 mm come il resto della rete esercita dalle Ferrovie della Sardegna fino al Fangario, nella stazione di Cagliari Donna Laura, località individuata quale area di interscambio viaggiatori che avrebbe dunque comunque imposto una rottura di carico per i passeggeri diretti alla stazione di Cagliari; in alternativa il progetto originario ipotizzava un prolungamento da realizzarsi ad hoc in parallelo all'attuale linea RFI fino a Cagliari, nella zona di via San Paolo.

### Percorso
Distaccatosi dalla stazione di Monserrato, il tracciato incontra la fermata di Monserrato Gottardo, inaugurata nel 2008 nell'ambito della nuova tranvia, proseguendo verso occidente fino all'intersezione con via XXI Aprile 1991. Da qui si distacca in direzione nord il tratto in variante di nuova costruzione a servizio del Policlinico. Il sedime originario procedeva invece rettilineo fino allo svincolo della strada statale 554 Cagliaritana che all'epoca della realizzazione del caratteristico ponte strallato fu altresì predisposta con un fornice per il sottoattraversamento della ferrovia.
La sede ferroviaria si manteneva dunque pressoché parallela alla suddetta statale fino a superare l'abitato di Su Planu e l'intersezione con la strada statale 131 (viale Monastir); da qui l'infrastruttura curva verso sud ovest; per il sovrappasso con viale Elmas è stato predisposto un manufatto metallico privo peraltro dei terrapieni di accesso, mentre il successivo nuovo tratto della citata statale 131 è attrezzato con un sottovia ferroviario posto poco a sud dello svincolo per Cagliari Pirri.